# صدف لاک‌پشتی
صدف لاک‌پشتی (نام علمی: Chelycypraea testudinaria) نام یک گونه از تیره سپیدمهرگان است.